# Окаванго
 Тази статия е за реката.  За региона в Намибия вижте Окаванго (регион).  
Окаванго (Кубанго) (на португалски: Rio Cubango, на английски: Okavango) е река в Югозападна Африка, протичаща по териториите на Ангола, Намибия и Ботсвана. Тя е четвъртата по дължина речна система в Южна Африка след Замбези, Оранжева река и Лимпопо с дължина 1600 km и площ на водосборния басейн 721 258 km². През тази своеобразна речна артерия годишно протичат повече от 10 милиарда тона вода.

## Извор, течение, вътрешна делта

### Извор, течение
Река Окаванго води началото си под името Кубанго на 1830 m н.в. в централната част на Ангола, от най-високите райони на платото Бие. В горното и средното си течение има посока юг-югоизток, а в долното – на изток и югоизток. В горното си течение преминава през югоизточните части на платото Бие, след което чрез серия от бързеи и прагове (Шингула, Каконда, Линду-Вали, Мукулунгунго и др.) се спуска в югозападната част на по-ниско разположеното плато Лунда. На около 50 km след устието на левия си приток Куатир достига до границата с Намибия, завива на изток и на протежение около 450 km служи за граница между Ангола и Намибия. При анголското градче Мукусо завива на югоизток, изцяло навлиза на намибийска територия, вече под името Окаванго, прекосява ивицата ... и преминава в северозападната част на Ботсвана. Тук Окаванго навлиза в северозападната част на падината Калахари, преминава между два хребета на разстояние 15 km един от друг и след около 80 km, на около 980 m н.в. се разделя на четири големи и множество по-малки ръкави.

### Вътрешна делта
Ръкавите на Окаванго се простират 260 km навътре в Ботсвана, образувайки най-голямата вътрешноконтинентална делта в света – Делтата на Окаванго, с площ около 15 000 km². Делтата е с богато биологично разнообразие и е международно призната като обект от екологично значение. Тази пълноводна река не се влива във водоем, не пресъхва, а се разлива в пясъците на пустинята Калахари. Губейки до 95% от капацитета си, водите ѝ образуват лабиринт от канали, острови, лагуни и тръстикови мочурища. най-западния ръкав (Таохе) захранва езерото Нгами, а най-северният ѝ ръкав периодично (само при много високи води) достига до река Куандо (десен приток на Замбези). Същи при много високи води на югоизток от делтата се отклонява река Ботлетле, която подхранва блатата и солончаците в падината Макгадикгади. В централната част на делтата се намира националният парк „Мореми“.

## Водосборен басейн, притоци
Водосборният басейн на река Окаванго (Кубанго) е с площ от 721 258 km² и се простира на териториите на 4-ри държави: Ботсвана (338 270 km², 46,9%), Ангола (199 067 km², 27,6%), Намибия (163 726 km², 22,7%) и Зимбабве (20 195 km², 2,8%). Основни притоци: леви – Кутато, Куши, Куебе (Квебе), Куеио (Квеио), Куатир (Кватир), Куито (Квито, 920 km); десни – Оматико, Нгамасери (двете са епизодични реки).

## Хидроложки показатели
Река Окаванго има предимно дъждовно подхранване, като нейното пълноводие е в края на лятото и началото на есента (от февруари до май). Среден годишен отток – 304 m³/s, минимален – 133 m³/s, максимален – 1473 m³/s.

## Воден конфликт
Поради тежката суша и липсата на достатъчно водоизточници река Окаванго играе важна роля в живота и поминъка на местното население и е от национално значение за Намибия и Ботсвана. Използването на водите ѝ поражда сериозен двустранен конфликт. Намибия проектира изграждането на 250 km отклонителен воден канал, който наред с вече съществуващия 300 км. канал, трябва да облекчи сушата във вътрешността на страната. Несъгласието на Ботсвана произтича от факта, че 97% от водата на реката се губи чрез изпарение и дори Намибия да отклони само половин процент от речния поток, това би било пагубно за Делтата на Окаванго – обект на туризъм, осигуряващ втория по големина доход за Ботсвана.
Решение на конфликта е подписаното от Ангола, Ботсвана и Намибия през 1994 г., във Виндхук, Намибия споразумение за създаване на комисията Permanent Okavango River Basin Water Commission (OKACOM). Споразумението задължава страните-членки да предприемат координирани действия при опазването на околната среда и устойчивото развитие на водните ресурси. Установената постоянна OKACOM комисия действа като технически съветник по въпроси, отнасящи се до използването на водите на река Окаванго.